# O carte rară

O carte rară este o operă literară scrisă de Ion Luca Caragiale. 